# Remifentanil
Remifentanil é um analgésico sintético do grupo dos opiáceos de ação ultra curta. Ele é amplamente utilizado na prática clínica da anestesiologia com analgésico na anestesia geral.